# Rabo de Peixe
Rabo de Peixe – miasto na Azorach (region autonomiczny Portugalii), na wyspie São Miguel. Według danych szacunkowych na rok 2008 liczy 7950 mieszkańców.. Czwarte co do wielkości miasto Azorów.